# Col de Sainte-Marie (Corse)
Pour les articles homonymes, voir Col de Sainte-Marie (homonymie).
Le col de Sainte-Marie (ou bocca di Santa Maria) est l'un des principaux cols de Corse.

## Géographie

### Situation, topographie
Le col de Sainte-Marie se trouve sur le sillon dépressionnaire central de l'île, en limite à l'est du massif du Monte Astu (ou Serra di Tenda), une chaîne de moyennes montagnes schisteuses dans le Nord-Est de l'île, et l'extrémité orientale de la Balagne à l'ouest, représentée par les contreforts ophiolitiques du massif du Monte Cinto. Il se situe au cœur même de la commune de Pietralba, à environ 1 km au sud du village.
Situé à 472 m d'altitude, il sépare la vallée de l'Ostriconi au nord, de la vallée de la Tartagine au sud.

### Géologie
Le col de Santa Maria se situe sur une ligne de fracture de la dépression centrale orientée du nord-ouest vers le sud-est, qui sépare ici la Serra di Tenda à l’est, où affleurent des granites et des gneiss anciens, d’une unité autochtone (terrains qui n'ont pas été déplacés), de la Balagne sédimentaire à l’ouest, une nappe de charriage océanique dans la « Corse orientale alpine », formée d’ophiolites sur un socle cristallin.

### Climat
La ligne de crête du col forme une barrière climatique ; au nord, la vallée de l'Ostriconi se trouve sous l'influence de la mer et est ouverte aux vents d'ouest / nord-ouest ; au sud, elle ferme la « cuvette de Ponte-Leccia », connue pour être l'endroit le plus froid de l'île en période hivernale et le plus chaud en été.

### Faune et flore
Sur ses versants septentrionaux, le col présente une végétation arborescente, composée de chênes verts, de frênes (sous le hameau de Pedano) et de nombreux oliviers. En revanche ses flancs méridionaux sont plus arides, présentant une maigre végétation avec un maquis bas fait majoritairement de cistes et de lentisques.

### Accès

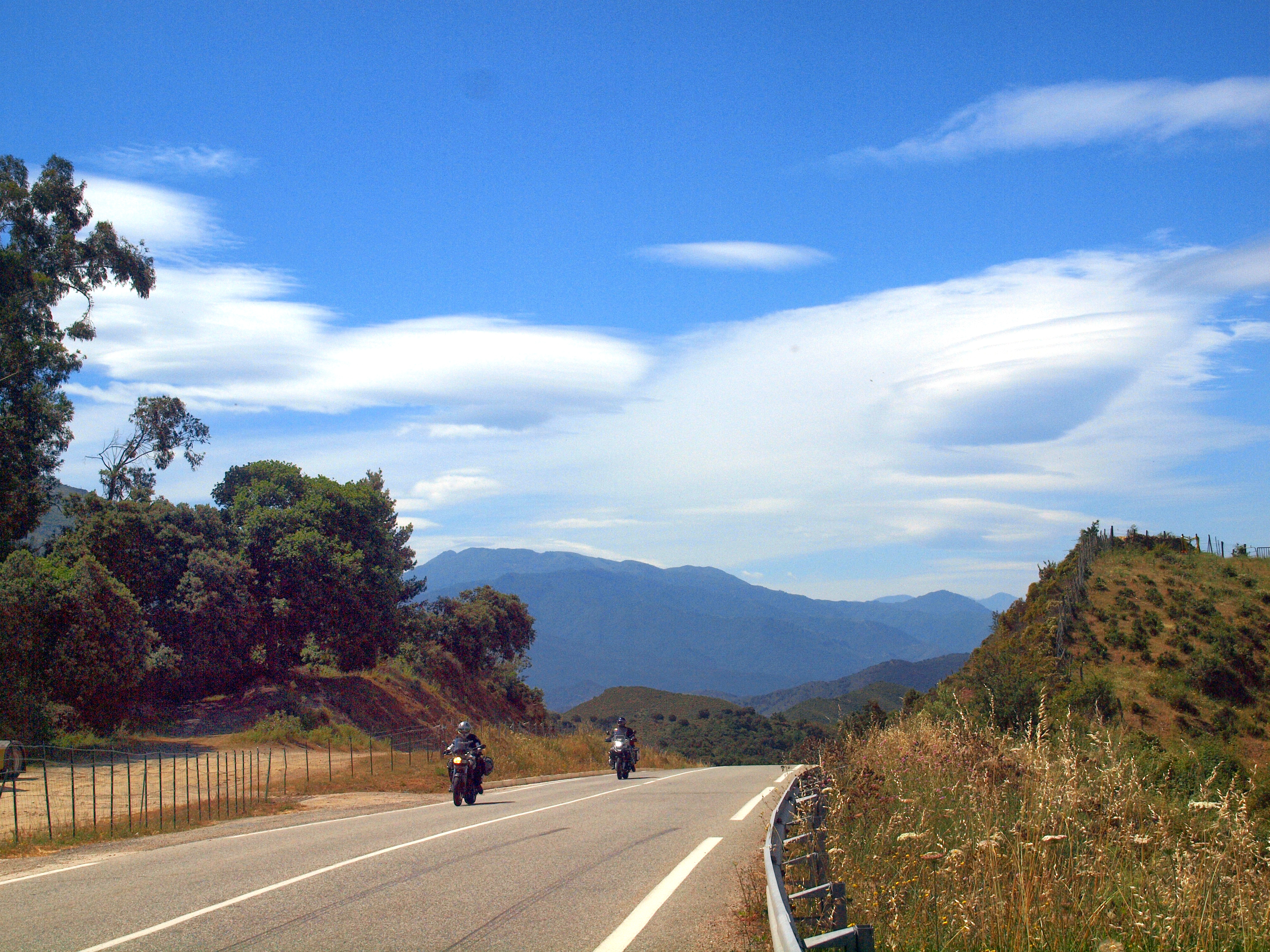
La RN 197 côté sud du col de Pietralba

Le  col de Sainte-Marie est le carrefour des routes départementales :
- D8, qui démarre de la route N2197 dans la vallée de la Tartagine, traverse les villages de Pietralba, Lama et Urtaca avant de rejoindre la voie rapide dite Balanina de la route nationale 197 ;
- D308, une courte route qui démarre de la « Balanina » et mène au hameau de Pedano.

Depuis 1998, la route nationale 197 franchit le col. La Balanina passe à l'est de l'église Santa Maria Assunta, probablement une ancienne église piévane datée du Xe siècle, remaniée, dont le petit clocher présente certaines pierres de réemploi en schiste vert sculptées (tête humaine, silhouettes d'oiseaux et de quadrupèdes) datant de l’époque préromane. Le trafic routier y est surveillé par une webcam mise en place par la Collectivité de Corse qui le nomme « col de Pietralba ».

## Histoire

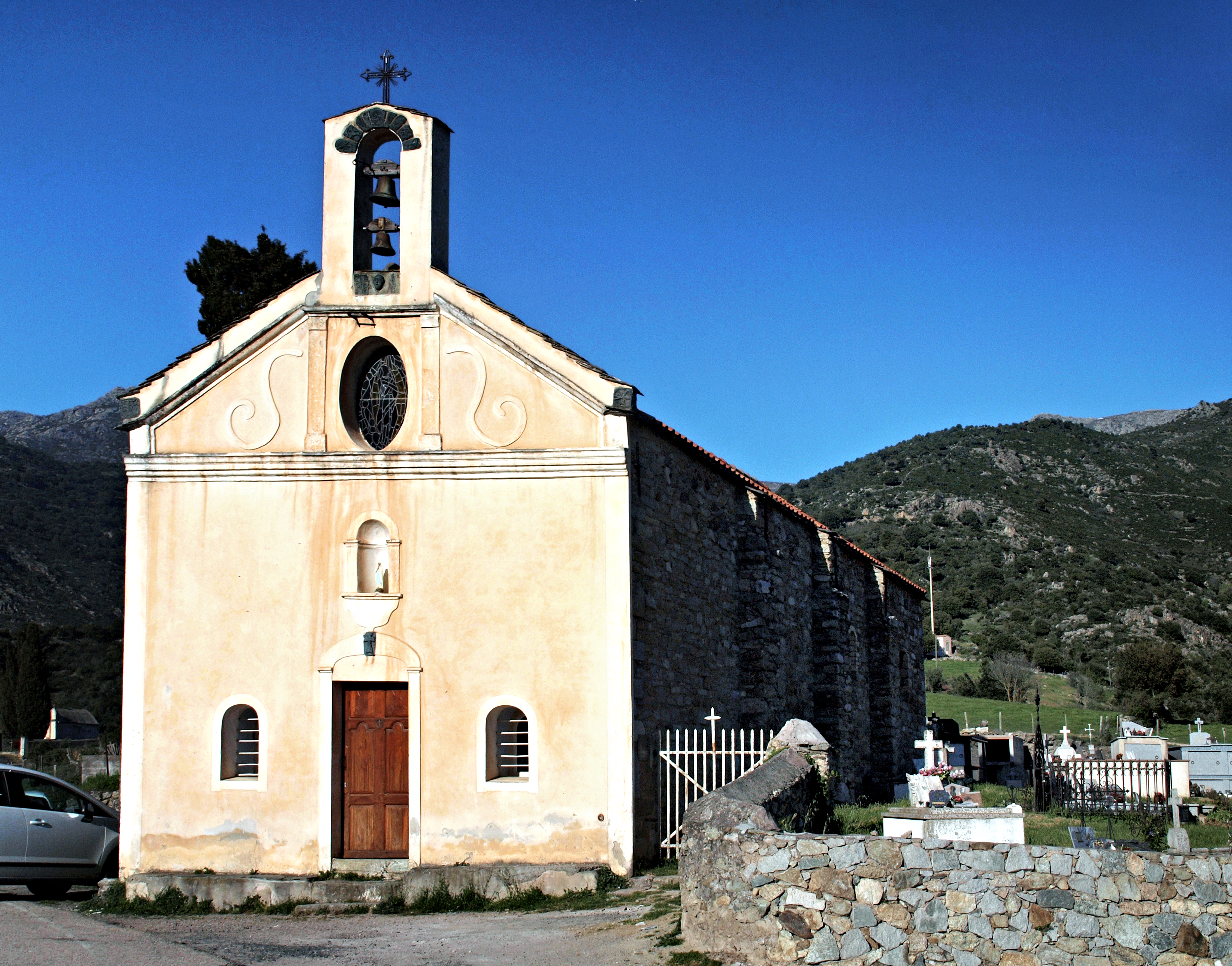
L'église Santa Maria Assunta au col de Sainte-Marie

Le col de Sainte-Marie a été un passage stratégique militaire important pendant des siècles. Plusieurs armées l'ont franchi, occupé. Des fortifications ont été édifiées de chaque côté afin d'en surveiller et défendre le passage ; la plus importante était le Castellu di Lumisgiana à 600 m d'altitude à l’est du col. Ainsi : 
- au Moyen Âge, les Maures sont défaits plus haut à la Bocca du Tenda par les troupes du comte Bianco et du comte de Barcelone[3] ;
- vers 1514, Ambrogio, commissaire de l'Office de Saint Georges, en guerre contre Giovan Paolo di Leca, amenait avec lui six cents fantassins et quarante arbalétriers à cheval ;

« [...] Retournant donc sur ses pas du côté de l'église de S. Maria di Pietr'Alba, il y passa la soirée, et la nuit suivante, franchissant la montagne de Tenda, si fatale aux Génois à certains moments, il entra dans le Nebbio »
— Giovanni della Grossa, Chronique in Histoire de la Corse - Tome I p. 419-420
- en 1554, durant la guerre que se livraient les Français et les Génois en Corse, Marc' Antonio Ceccaldi, fidèle partisan des Génois, fut fait prisonnier à Tenda par Sampiero qui servait le maréchal de Thermes[4] ;

« Giacomo Santo arriva le premier à l'église de S. Maria de Pietr'Alba avec ses cavaliers, et s'empara aussitôt des bagages de l'armée génoise qui étaient en tête. Mais Brancadoro, arrivé à l'église, fit faire halte à sa troupe, la rangea en bataille, reprit immédiatement les bagages, et l'escarmouche dura un certain temps. »
— Marc' Antonio Ceccaldi, Chronique in Histoire de la Corse - Tome II p. 156
- durant la grande révolte des Corses contre Gênes (1729-1769)[5], fin avril 1732, les troupes impériales allemandes menées par Schmettau, occupent le Nebbio puis la Costiera jusqu'à Tenda. Le 2 juin 1739, le maréchal de camp français Du Rousset de Girenton, fait attaquer la Bocca San Ghjacumu et les hauteurs de Tenda. Le 1er mai 1769, Paoli qui avait établi son Q.G. à Murato, fait occuper par ses milices les hauteurs de Tenda qui contrôlent les vallées de l'Aliso, l'Ostriconi et le Golo.